# Henry Cadbury
Pour les articles homonymes, voir Cadbury.
Henry Joel Cadbury, né le 1er décembre 1883 à Philadelphie et mort le 7 octobre 1974 à Bryn Mawr, est un théologien, historien, traducteur, universitaire et pacifiste américain, titulaire de la prestigieuse Hollis Chair of Divinity de l'Université Harvard de 1934 à 1954,. En 1947, au nom de l'American Friends Service Committee, dont il est président et membre fondateur, et de son pendant britannique, le Friends Service Council, il accepte le Prix Nobel de la paix.

## Famille et études
Henry Joel, né le 1er décembre 1883 à Philadelphie en Pennsylvanie, est le fils d'Anna Kaighn Lowry et de Joel Cadbury Jr., une famille quaker très pieuse, de six enfants dont il est le cadet. La foi de ses parents conduit très logiquement Henry Cadbury dans une école quaker, tout d'abord la William Penn Charter School (en), où il est diplômé en 1899. Il poursuit ses études au Haverford College, où il obtient son Bachelor of Arts, puis, en 1904, son Master of Arts à l'Université Harvard. Il enseigne ensuite une année les lettres et l'histoire à l'University Latin School de Chicago, puis revient dans la région de Philadelphie pour enseigner à la Westtown School, une école quaker où il participe activement à des séminaires d'étude de la Bible. En 1908, il commence son travail de doctorat en langues anciennes à Harvard, se spécialisant en koinè biblique et défend sa thèse, The Style and Literary Method of Luke, qui lui vaut son Philosophiæ doctor en 1914. En 1916, Henry Cadbury épouse Lydia Brown, de cette union naissent quatre enfants, Elizabeth (1917), Christopher Joel (1921), Warder Henry (1925) et Winifred (1926).

## Guerres et carrière

### Premier conflit mondial
La Première Guerre mondiale éclate en Europe le 4 août 1914. Cadbury, en tant que Quaker, entretient de profonds sentiments pacifistes. En 1917, il est membre de l’American Friends National Peace Committee (comité national quaker pour la paix) et initie une série de réunions sur le thème de la conscription et de l'objection de conscience. Ces assemblées débouchent sur la création de l’American Friends Service Committee (AFSC) et l'envoi de volontaires en France et en Russie. Cadbury rédige également une série de lettres adressées aux journaux, notamment au Public Ledger, dénonçant la haine américaine envers les Allemands. Il commet l'erreur d'envoyer ses missives, qui sont très mal perçues par l'opinion publique, sur du papier à en-tête du Haverford College où il travaille alors. Cela lui vaut une mise à pied d'une année.
Profitant de cette « année sabbatique » forcée, il devient journaliste bénévole de l'AFSC. À cette période, le blocus imposé à l'Allemagne par les Alliés touche particulièrement les civils, famine et maladies s'installent. Cadbury décide de se rendre en France et en Allemagne, aux côtés d'autres membres de l'AFSC qui tentent de soulager les enfants souffrant de malnutrition.

### Entre-deux-guerres

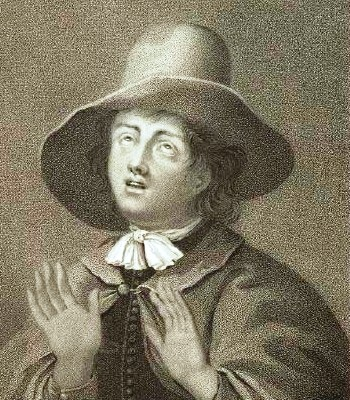
George Fox, gravure d'après une toile de 1654.

De retour aux États-Unis, en 1919, Cadbury décide de démissionner du Haverford College et entreprend l'enseignement du Nouveau Testament au Andover Seminary College à Cambridge. Son talent d'orateur lui vaut de nombreuses invitations de la part de séminaires et d'écoles de théologie. Ses discours sont fréquemment publiés par divers magazines religieux, comme le Harvard Theological Review ou The Christian Century. Il poursuit néanmoins ses travaux de recherche et publie, en 1924, A Disputed Paper of George Fox qui étudie le point de vue de George Fox sur l'armée d'Oliver Cromwell.
En 1925, Cadbury rentre à Philadelphie, ou il enseigne au Bryn Mawr College et est élu président de l'American Friends Service Committee. Sous sa présidence, l'AFSC déploie ses activités humanitaires aussi bien à l'étranger qu'aux États-Unis. Cadbury travaille par exemple avec le président Herbert Hoover, après le krach de 1929 pour soutenir les mineurs et leurs familles. Il parvient, dans une période difficile, à réunir plusieurs centaines de milliers de dollars pour les enfants mal nourris. Son travail académique ne s'interrompt pas pour autant. L'American Standard Bible Committee lui confie, avec huit autres universitaires, le soin de rédiger la Revised Standard Version de la Bible.
En 1932, Cadbury obtient un congé sabbatique et se rend en Angleterre. Il y mène des recherches à la bibliothèque de la Société religieuse des Amis à Londres, où il découvre une vieille liste manuscrite d'ouvrages de George Fox intitulée Annual Catalogue qu'il publie en 1939 sous le titre Annual catalogue of George Fox's papers, compiled in 1694-1697. Ses recherches sont interrompues, lorsqu'à la mort de James Hardy Ropes, la Harvard Divinity School lui offre la prestigieuse Hollis Chair of Divinity. Poste qu'il accepte à l'automne 1934, tout en démissionnant de sa charge de président de l'AFSC.

### Second conflit mondial

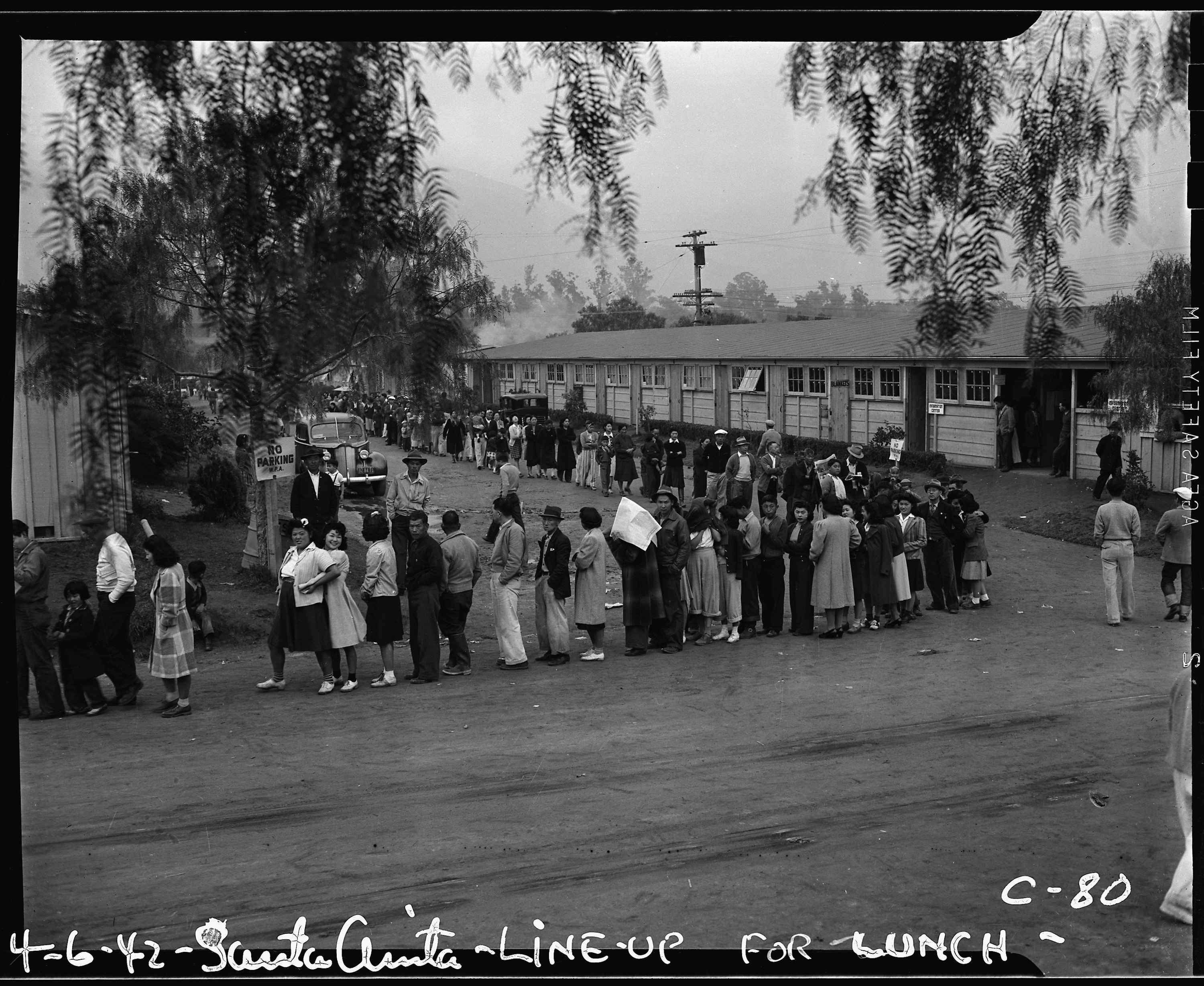
internement des citoyens américains d'origine japonaise au Santa Anita Park (avril 1942).

Lorsque la Seconde Guerre mondiale éclate en Europe, l'AFSC se porte tout naturellement au secours des populations civiles. Aux États-Unis, après l'attaque de Pearl Harbor, l'AFSC s'oppose à l'internement des citoyens américains d'origine japonaise. Cadbury s'engage à nouveau auprès des objecteurs de conscience pour motifs religieux et contre la conscription obligatoire et se rend aussi en Europe pour tenter de soulager les populations. De retour aux États-Unis, il souffre d'une profonde dépression et doit être hospitalisé. Ses deux fils, profondément attachés aux valeurs quakers, refusent de servir dans l'armée et accomplissent leur temps au sein du Civilian Public Service (CPS). CPS qui est créé grâce au lobbying des Quakers et de leurs représentants au Congrès des États-Unis, par le Selective Training and Service Act, loi votée le 14 septembre 1940 et qui dit en substance :
« Toute personne revendiquant son exemption de l'entraînement et du service armé … accomplira, en lieu et place de son incorporation, un travail d'utilité national sous la direction d'une instance civile. »
En 1944, Cadbury est réélu président de l'American Friends Service Committee. Pendant la guerre, son activité académique s'est principalement portée sur la Revised Standard Version du Nouveau Testament qui est publiée en 1946. À propos de cette publication et de l'aboutissement possible de son œuvre universitaire, lors d'une conférence, répondant à une question, il lance un brin ironique : « No, I am still trying to translate the New Testament » (Non, j'en suis toujours à traduire le Nouveau Testament). À titre personnel, il publie également, en 1947, Jesus: What Manner of Man (Jesus: quel genre d'homme).

### Après guerre et prix Nobel
En 1947, l'œuvre, pendant la guerre, de l'American Friends Service Committee et de son pendant britannique, le Friends Service Council est récompensée par le prix Nobel de la paix. En tant que président et membre fondateur de l'AFSC, Cadbury est envoyé à Oslo pour y recevoir le prix, au nom des deux associations. Lors de la cérémonie, dans son discours d'acceptation du prix, Quakers and Peace, il déclare :
« Toute l'Europe est à juste titre inquiète au sujet des relations entre les États-Unis et l'Union soviétique. Voici un domaine où vous pouvez apporter votre aide. La Norvège, votre pays bien-aimé, et les autres nations d'Europe doivent être un pont de compréhension. Vous ne devez pas prendre parti pour l'un d'entre nous. Vous devez plutôt nous aider tous deux à coopérer. »
La remise du prix ne marque pas la fin des efforts de paix de Cadbury. Alors que débute la Guerre froide, il engage ses compatriotes quakers à refuser de payer leurs impôts qui servent à couvrir les dépenses d'armement des États-Unis. Il prend également la parole lors de nombreuses conférences et débats pour la paix.
En mars 1954, Cadbury prend sa retraite de la Hollis Chair of Divinity et retourne s'installer en Pennsylvanie. Il donne des conférences et enseigne, au Drew Theological Seminary à Madison dans le New Jersey, au Haverford College et au Bryn Mawr College. Il est président de la Studiorum Novi Testamenti Societas en 1958. Il publie encore deux ouvrages, en 1972, Friendly heritage; letters from the Quaker past et Narrative papers of George Fox, unpublished or uncollected. Le 9 octobre 1974, après une chute, chez lui, dans les escaliers, il meurt victime d'une hémorragie cérébrale massive à l'hôpital de Bryn Mawr. Son épouse est décédée en 1978.

## Œuvres citées dans cet article
- The Style and Literary Method of Luke, Harvard University, 1914, (OCLC 76983478).
- Annual catalogue of George Fox's papers, compiled in 1694-1697, Philadelphia, Friends Book store, 1939, (OCLC 757821).
- Jesus: What Manner of Man, New York : Macmillan Co., 1947, (OCLC 646147).
- Quakers and Peace, Stockholm : P.A. Norstedt & söner, 1949, (OCLC 81511725).
- Friendly heritage; letters from the Quaker past, Norwalk, Silvermine Publishers, 1972, (OCLC 1165059).
- Narrative papers of George Fox, unpublished or uncollected, Richmond, Friends United Press, 1972, (OCLC 481263).